# Андрей Фёдорович (князь ростовский)
Андрей Фёдорович (1328/1331—1409) — Ростово-Усретинский князь (1331—1360, 1364—1409).

## Биография
Единственный сын князя Фёдора Васильевича и княгини Марии, точная дата рождения неизвестна, вероятно родился между 1328 и 1331. На княжение «отчиной» — Сретенской стороной города Ростова — вступил тотчас после смерти отца своего, в 1331 году. Будучи вполне самостоятельным князем, являлся верным союзником и слугою великого князя Московского, предоставив как себя, так и своё княжество в полное распоряжение последнего. В 1347 году женился и спокойно владел своей «отчиной» до 1360 года.
В этом году дядя его Константин Васильевич, владевший Борисоглебской стороной Ростова, пользуясь происходившими в это время княжескими неурядицами, выхлопотал для себя в Орде ярлык на все Ростовское княжество и выгнал из Ростова князя Андрея, который удалился в Переяславль. В 1363 году, как отмечают летописи, между ним и Константином Васильевичем «произошло нелюбье», в результате которого князь Андрей, поддержанный великим князем Московским Дмитрием Ивановичем Донским, приславшим ему на помощь большую Московскую рать под начальством князя Ивана Ржевского (Жревского?), заставил дядю своего удалиться в 1364 году из Ростова в Устюг.
В 1371 году он, как ближайший сподручник Дмитрия Ивановича, сопровождал последнего в Орду, а в 1375 году принимал участие в его походе на Тверь. Есть известие, что в 1380 году он участвовал в Куликовской битве, находясь, как сообщает Карамзин, на правом крыле и показав себя героем. В 1408 году, когда один из татарских отрядов, разосланных ханом Едигеем по окрестностям Москвы, пришёл к Ростову, князь Андрей вместе с жителями бежал оттуда, а татары разграбили и сожгли Ростов.
По преданию, князь Андрей возобновил знаменитый зверинец, устроенный князем Константином Всеволодовичем в местности, занимаемой ныне селом Зверинец Ростовского района; позже зверинец этот был уничтожен его сыном — Борисом.
В 1409 году князь Андрей скончался, приняв перед смертью иноческий чин с именем Афанасия. 
Сохранилась одна монета Ростовского княжества с надписью: «печать князя Андр… Ф…», которого Карамзин считает за князя Андрея Фёдоровича.

## Семья
Андрей Федорович был дважды женат. Его первой супругой с 1347 или 1350 г. была княжна Антонида Константиновна (ум. 1365), дочь князя суздальского Константина Васильевича. Второй супругой была Ирина, неизвестного происхождения. От обоих браков имел шестерых сыновей: 
- Иван
- Фёдор — родоначальник княжеских фамилий Щепиных-Ростовских, Приимковых-Ростовских, Бахтеяровых-Ростовских и Гвоздевых-Ростовских.
- Юрий (ум. 1413)
- Константин (ум. 1407)
- Михаил
- Борис

По рукописи Хлебникова у него также указаны две дочери: 
- Вера, бывшая замужем за представителем младшей линии ростовских князей Иваном Владимировичем Бычком, родоначальником князей Бычковых-Ростовских (он приходился ей троюродным братом)
- Дарья, которая за некоторое время до Куликовской битвы пропала из отцовского терема и впоследствии оказалась женой ростовского князя (также представителя младшей ветви) Ивана Александровича, вместе с которым она участвовала, будучи в мужском одеянии, в битве[2].